# Martin Winterberger
Martin Auguste Winterberger, né le 19 décembre 1917 à Dinsheim-sur-Bruche et mort le 5 octobre 1993 à Mutzig, est le seul Français évadé du camp de concentration de Natzweiler-Struthof.

## Biographie
Martin est le fils d'Auguste Winterberger, cheminot et de Marie Guthmann. Il fréquente l'école communale de Gresswiller puis passe un certificat d'aptitude professionnelle (CAP) de tourneur. Il est embauché comme mécanicien tourneur aux usines Bugatti de Molsheim. Après l'armistice de juin 1940, il est toujours dans l'armée de l'air dans le Sud de la France. En septembre, il obtient une permission et passe quelques jours dans sa famille en Alsace. Mais au moment de rejoindre son unité, les autorités allemandes lui interdisent de retourner en zone libre bien qu'il ne soit pas démobilisé.

### Déporté politique

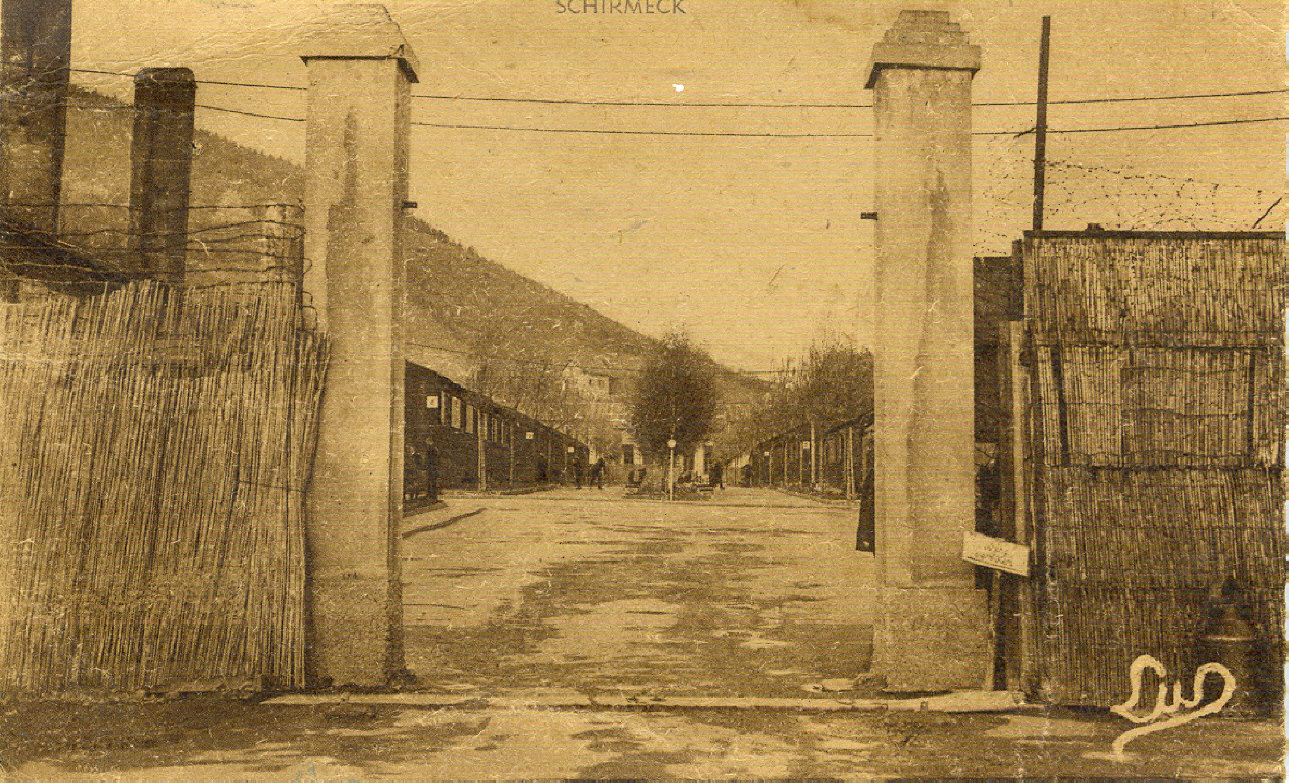
Entrée du camp de sureté de Vorbruck-Schirmeck.

Martin Winterberger est profondément francophile. Il rejette l'annexion de fait de l'Alsace, au troisième Reich et manifeste son hostilité à la germanisation et la nazification de sa région. Le 14 avril 1941, dans les rues de Mutzig, il chante, avec des amis des chants patriotiques. Le groupe est surpris par une patrouille. Il est arrêté et envoyé au siège de la Gestapo à Strasbourg. Il y est interrogé et transféré le 24 avril 1941 au camp de sureté de Vorbruck-Schirmeck. Sa résistance à la « rééducation » lui fait subir le cachot et des traitements particulièrement durs. Toujours insoumis, le 12 novembre 1941, il est interné au  camp de concentration de Natzweiler-Struthof en construction à quelques kilomètres de Schirmeck.

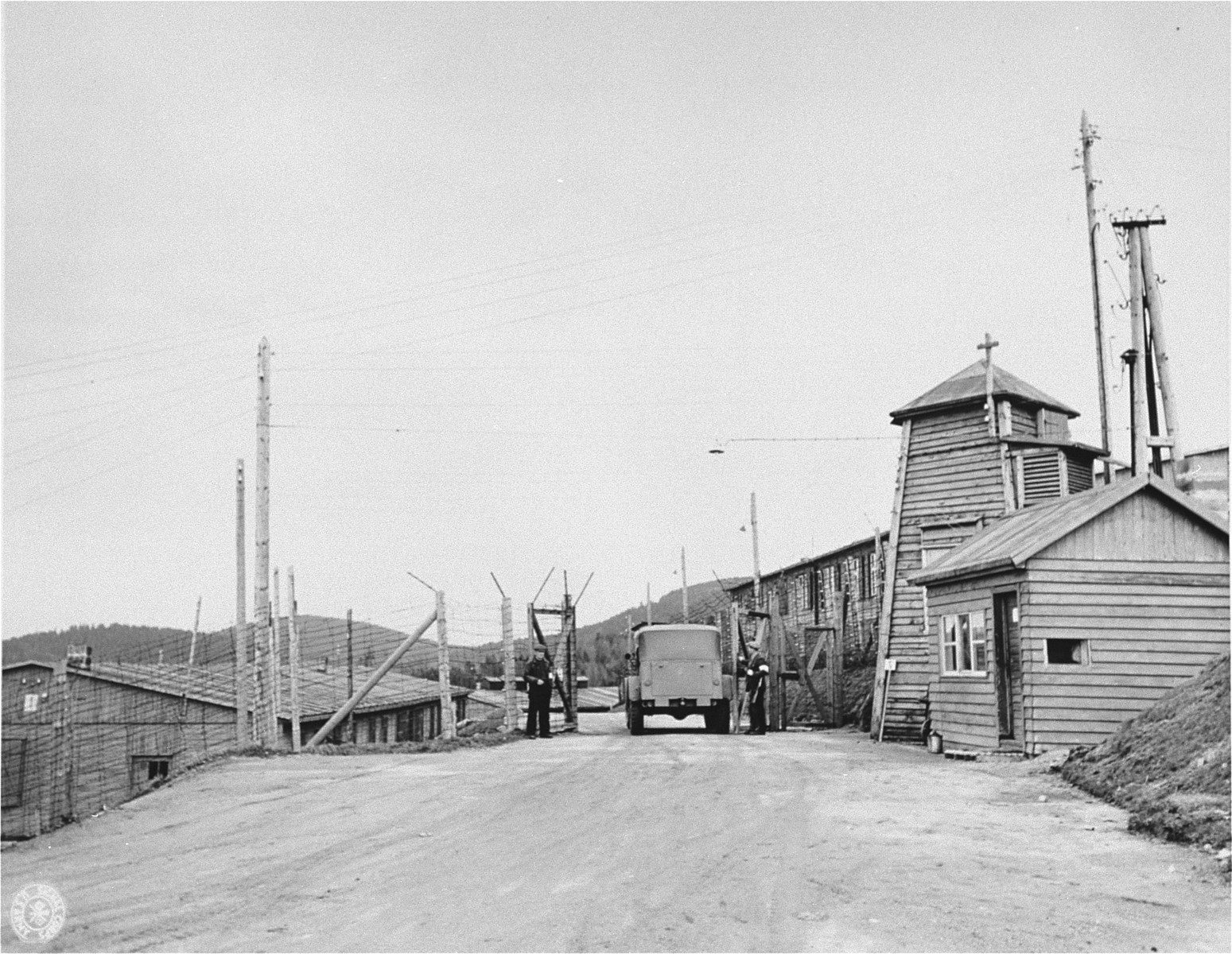
Entrée du camp de concentration de Natzweiler-Struthof à la libération le.

Dans un premier temps, il est affecté au chantier des baraquements, mais en juillet 1942, il est affecté au Kommando « Struthof ». Cette équipe est chargée de l'entretien du linge des officiers SS et de leurs véhicules. Elle travaille, en dehors de l'enceinte électrifiée, dans l'ancien hôtel du Struthof qui abrite l'état-major du camp .

### Son évasion
Le 4 août 1942, Martin Winterberger, s’évade avec quatre autres détenus qui sont Karl Haas (Autrichien), Alfons Christmann (Allemand) Joseph Chichosz (Polonais) et Joseph Mautner (Tchèque). Ils neutralisent les lignes téléphoniques et les véhicules sauf celui du SS-Obersturmführer Schlachter, responsable du chantier. Martin Winterberger et Karl Haas se sont habillés en officiers SS. Ce dernier à l'origine du plan d'évasion prend la place du chauffeur et Martin Winterberger celle du passager. Les deux hommes parlent couramment l'allemand. Les trois autres se cachent à l'arrière. Ils se dirigent vers la sortie où les sentinelles leur ouvrent la barrière et leur rendent les honneurs. L'évasion a lieu sous un orage auquel les Allemands attribuent la panne téléphonique. L'absence du commandant du camp, Egon Zill, permet aux prisonniers de gagner un temps précieux.
Les évadés abandonnent leur véhicule à une cinquantaine de kilomètres sur la route de Saint-Dié-des-Vosges en zone occupée, où ils sont contrôlés par un gendarme alsacien qui leur donne des conseils pour continuer leur évasion. Ils atteignent Lons-le-Saunier où le capitaine Louis Théodore Kleinmann des Services de renseignement (SR) de Vichy dirige Martin Winterberger vers l'Afrique du Nord via l'Espagne dont il passe clandestinement la frontière caché dans un train fin janvier 1943. L'évasion est réussie sauf pour Alfons Christmann, qui après le contrôle de gendarmerie, quitte le groupe. Il est repris et renvoyé au camp de Natzweiler-Struthof où il est pendu le 5 novembre 1942,.

### Campagnes au sein de l'armée française
Après avoir été interné sept mois à la prison de Malaga et un mois au camp de Miranda el Ebro, Martin Winterberger quitte l'Espagne pour Casablanca le 1er novembre 1943. Il s'engage dans la 1re division française libre (DFL) au sein de laquelle, il participe à la campagne d'Italie (1944), au débarquement de Provence et à la libération de l'Alsace. Lors de l'offensive allemande du 5 janvier 1945 (opération Nordwind), il participe à la défense du sud de Strasbourg dans le secteur d'Obenheim.
Il termine la guerre avec le grade de caporal d'infanterie de marine.

### Après-guerre
Après la guerre, il reprend son poste de mécanicien aux usines Bugatti de Molsheim. Souffrant de problèmes de santé liés à ses séjours en camps, il change de profession et devient guide sur le site de l'ancien camp de concentration de Natzweiler-Struthof du 15 septembre 1949 au 15 novembre 1950. Il est licencié quand le site est repris par le ministère des Anciens combattants. 
II est le seul évadé français du camp de concentration de Natzweiler-Struthof.

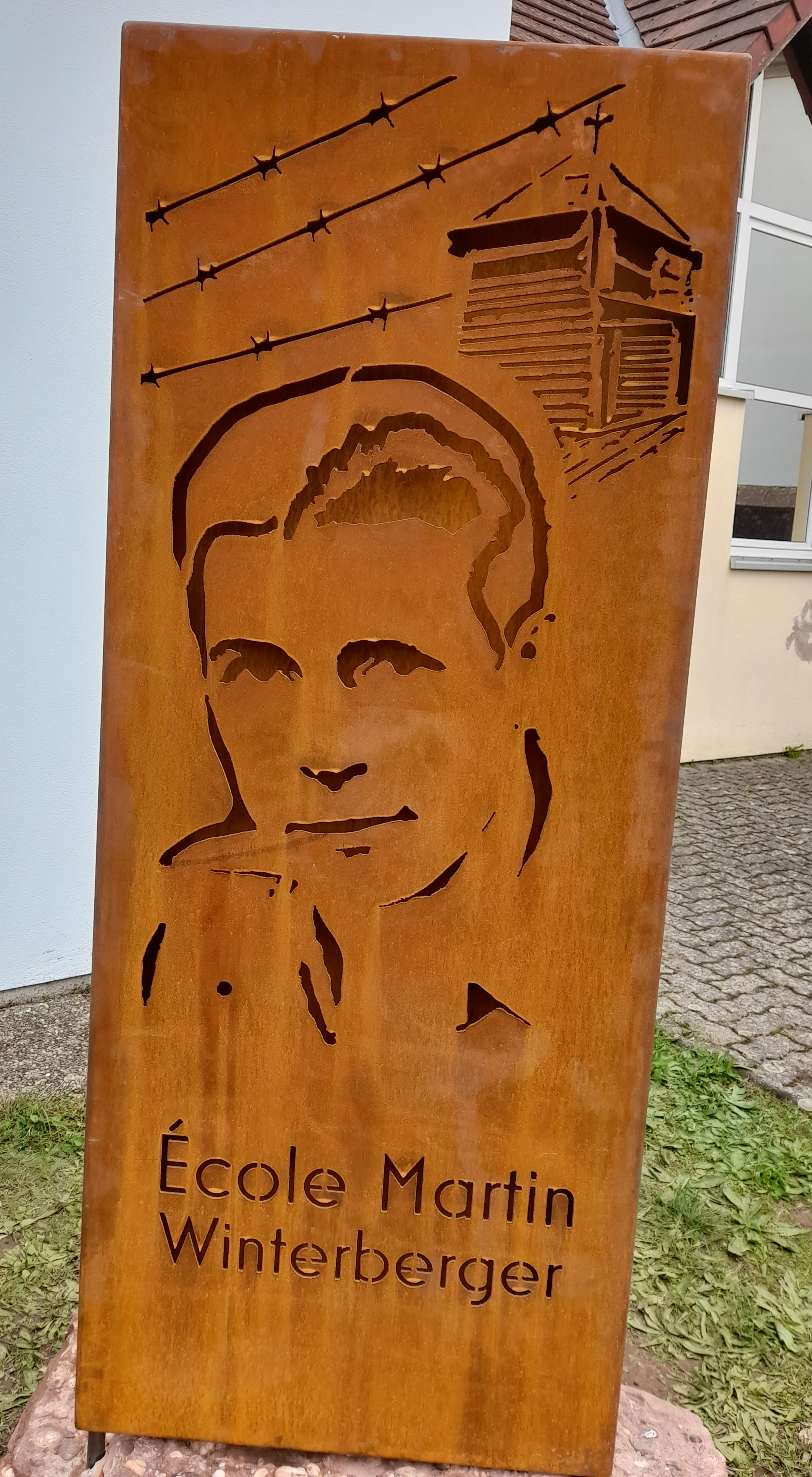
Stèle en hommage à Martin Witerberger à l'entrée de l'école primaire de Gresswiller.

## Reconnaissance
- Depuis le 1er octobre 2022, l'école primaire de Gresswiller porte son nom et une stèle à son nom est érigée à l'entrée de l'établissement scolaire[9].

## Décorations
Il est reconnu « Déporté résistant »,.
- Officier de la Légion d'honneur par décret du 12 avril 1984 paru au Journal officiel du 15 avril 1984 avec prise de rang le 1er mai 1984 ;
- Chevalier de la Légion d'honneur par décret du 19 décembre 1973 paru au Journal officiel du 22 décembre 1973 et avec prise de rang le 4 août 1973 ;
- Médaille militaire par décret du 22 juillet 1964 paru au journal officiel le 31 juillet 1964 ;
- Croix de guerre 1939–1945, palme de bronze le 7 décembre 1971 ;
- Médaille de la déportation pour faits de Résistance de par son statut de « déporté résistant »[11].